# Jelna (rejon szczuczyński)
Jelna (biał. Е́льня, ros. Ельня) – wieś na Białorusi, w obwodzie grodzieńskim, w rejonie szczuczyńskim, w sielsowiecie Szczuczyn.

## Historia
W czasach zaborów wieś, folwark i leśniczówka o tej samej nazwie była w granicach Imperium Rosyjskiego, w guberni grodzieńskiej, w powiecie grodzieńskim.
W latach 1921–1939 wieś, folwark oraz leśniczówka leżała w Polsce, w województwie białostockim, w powiecie grodzieńskim a od 1929 w województwie nowogródzkim, w powiecie szczuczyńskim, w gminie Kamionka.
Według Powszechnego Spisu Ludności z 1921 roku:
- wieś zamieszkiwało 225 osób, 210 było wyznania rzymskokatolickiego a 15 prawosławnego, wszyscy mieszkańcy zadeklarowali polską przynależność narodową. Było tu 35 budynków mieszkalnych
- folwark - leżący na zachód od wsi, pod drugiej stronie rzeczki Jelni – zamieszkiwało 42 osoby, wszystkie były wyznania rzymskokatolickiego i narodowości polskiej
- osada leśna (leśniczówka) – obecnie nieistniejąca – składała się z dwóch budynków mieszkalnych, mieszkało tu 13 osób, wyznania rzymskokatolickiego i narodowości polskiej[3].

Miejscowości należały do parafii prawosławnej w m. Jatwiesk i rzymskokatolickiej w Kamionce. W 1933 podlegała pod Sąd Grodzki w Szczuczynie i Okręgowy w Wilnie; właściwy urząd pocztowy mieścił się w Kamionce.
W wyniku napaści ZSRR na Polskę we wrześniu 1939 miejscowość znalazła się pod okupacją sowiecką. 2 listopada została włączona do Białoruskiej SRR. 4 grudnia 1939 włączona do nowo utworzonego obwodu białostockiego. Od czerwca 1941 roku pod okupacją niemiecką. 22 lipca 1941 r. włączona w skład okręgu białostockiego III Rzeszy. W 1944 miejscowość została ponownie zajęta przez wojska sowieckie i włączona do obwodu grodzieńskiego Białoruskiej SRR.
Od 1991 w składzie niepodległej Białorusi.